# Idol School
Idol School (Hangul: 아이돌 학교) foi um reality show de sobrevivência produzido e exibido pelo canal de televisão sul-coreano Mnet. O programa formou o grupo Fromis_9 selecionadas a partir de 41 participantes do sexo feminino, treinando-os para cantar e dançar no período de 11 semanas.
Embora marcado como semelhante a outro programa de sobrevivência da Mnet, Produce 101, o programa difere de seus participantes, sistema de votação e número de vencedores que formam o grupo final e também como tratarão os concorrentes eliminados. Eles ainda podem estrear na "classe normal" no futuro, se eles optarem por fazer a oferta para continuar estudando em uma classe diferente fora do campus sob menor escrutínio público.
O show estreou em 13 de julho de 2017 e terminou em 29 de setembro de 2017.

## Conceito
Embora promovido como um programa de sobrevivência, Idol School, como o próprio nome sugere, é semelhante a uma escola real em que, durante um total de 11 semanas, as participantes receberão lições não só cantando e dançando, mas também a história do K-pop e tudo o que vem com um idol na Coreia do Sul, como treinamento psicológico e aparição em público. O produtor Shin Yu-seon afirmou que eles começaram a recrutar participantes em abril de 2017. Somente as garotas trainees de 13 anos (idade coreana) para cima que não são de nenhuma empresa de entretenimento podem se juntar. O produtor também esclareceu que as ex-trainees e até mesmo ex-cantoras também tiveram a chance de participar. Isso causou alguma controvérsia, já que algumas pessoas sentiram que isso vai contra o conceito de "treinamento de estudantes comuns", mas, apesar disso, várias participantes femininas que já treinaram em empresas de entretenimento foram eliminadas. Os espectadores votarão ao vivo em todos os episódios e as "notas" das alunas serão completamente determinadas por eles. A decisão de formar um grupo de 9 pessoas também será decidida por votação pré-show, onde a escolha será entre os episódios 5-13. O custo da votação telefônica é de 100 won, e todo o dinheiro arrecadado será doado para o CJ Donors Camp.
O integrante do Super Junior, Kim Hee-chul, atuaria como professor do programa, enquanto o ator veterano Lee SoonJae seria o diretor da escola. As participantes serão ensinadas por vários professores: Cantora e integrante do  S.E.S, BaDa, será uma treinadora vocal junto com o treinador vocal da SM Entertainment, Jang Jin-young. A dança será ensinada pela coreógrafa Park Jun-hee e cantora Stephanie. Black Eyed Pilseung irá produzir a música.

## Episódios

### Episódio 1
Após a introdução do programa pelo diretor, Lee Soon-jae, as meninas entram na sala de aula uma a uma, um vídeo da fita de audição da próxima aluna a entrar passa na tela na frente delas. As meninas começam suas aulas com uma avaliação vocal, cantando "Into the New World" de Girls 'Generation, como as treinadores BaDa e Jang Jin-young classificam vocalmente, em que Natty fica em primeiro. Enquanto isso, Lee Hae-in surpreende as pessoas fazendo mal depois de perder a voz e outra participante, Som Hye-in, se esforça com a letra.
Em seguida, elas começaram as aulas de dança com Park Jun-hee e Stephanie, onde as alunas devem aprender a versão re-coreografada de "Treasure" de Bruno Mars e "Déjà Vu" de Beyoncé com o coro de ambas as músicas em um ciclo. Cada grupo de 10 deve continuar a dançar até que elas sejam tiradas para descansar, obtendo o passe das instrutoras. Stephanie pediu a Bae Eun-yeong que entrasse no ensino de Yoo Ji-na durante a prática livre. Para a avaliação, Tasha ficou em primeiro lugar, enquanto Jeong SoMi foi a última, marcando 1 ponto. Som Hye-in novamente enfrentou dificuldades durante a avaliação e vomitou no banheiro.
Yoon Tae-shik, que treina celebridades, também realizou um teste de resistência física com foco na parte inferior do corpo, especialmente quadris, músculos da glúteo e coxas com as alunas. A primeira foi uma competição parecida com sombra sentada, mas na competição individual de cadeiras, Kim Eun-suh durou o maior tempo, conseguindo assim o máximo de 10 pontos. Yoo Ji-na ficou em último entra as participantes saudáveis, atingindo apenas 0,4 pontos.
Depois de completar os testes de entrada, a melhor estudante com as notas mais altas foi anunciada, e Natty foi parabenizada durante a cerimônia de abertura da escola e da classe, como foi nomeada presidente da classe. As alunas também começam sua vida no dormitório militar, dormindo em uma grande sala que cabe as 40 estudantes que também serão inspecionadas regularmente por uma supervisora, Yeo Kyung-sun, se uma aluna ganhar 15 pontos de demérito, elas serão expulsas. Enquanto os outros alunos estavam dormindo, Som Hye-in tomou a decisão de deixar o show devido à má saúde. No final do episódio, eles revelaram os resultados da votação, o ranking das 40 alunos e as 9 melhores alunas com Lee Hae-in em primeiro lugar no ranking.

### Episódio 2
As alunas passam por uma corrida matutina onde também devem cantar o hino da escola para aumentar sua capacidade pulmonar, aptidão cardiovascular e técnica de vocalização correta. Depois do café da manhã, elas têm uma aula sobre a parte de matar memorável, e têm uma gravação prática. Lee Hae-in, que perdeu sua voz no dia anterior, ainda não estava 100% curada de um resfriado, mas fez bem na prática. Após o almoço de estilo buffet, elas conseguem uma nova pausa de dança, onde Song Ha-young e Natty ganharam as partes de break dance no MV, tornando-se então centros duplos da dança em conjunto. Elas também gravam o MV para o hino da escola, onde elas devem poder capturar sua memorável "parte matadora". As alunas também viram um desempenho de dança da Illusion, uma equipe de dança de 32 alunos misturados da universidade, que foi para gravar o vídeo promocional, onde há muitas mudanças de formação intrincadas com base nas letras W, X, 111, V e duas V empilhados um ao outro e devem entrar em cada formação em 16 batidas (4 barras).
Kim Na-yeon foi a pior aluna no meio do caminho da transmissão, então ela teve que pedir votos no final da atualização ao vivo. Na prática de formação, Lee Si-an se esforçou de novo, tendo já sido identificada como uma pobre dançarina no dia anterior. Em seguida, foram identificadas mais 10 devido à falta de coordenação individual, mas conseguiram melhorar na terceira tentativa. Yoo Ji-na, por outro lado, foi louvada depois de perceber os problemas com os detalhes da formação, apesar de ser uma pobre dançarina individual anteriormente. Bae Eun-yeong também foi elogiada por seu apoio contínuo ao grupo, apesar de estar no canto e presa na segunda metade do grupo, mostrando grande liderança. Ela também lhes deu uma lição para reconhecer as diferenças da outra em expressar frustração e sinais para pedir ajuda. Então, os pares de estudo são formados, onde uma dançarina mais antiga ou mais forte cuidará da mais fraca.
À noite, começam o auto estudo da dança, liderada por Song Ha-young e Natty. Tasha e Bin Ha-neul (Sky) são encarregadas de verificar a formação e escolhe as cinco estudantes que se esforçaram (Kim Ju-hyun, Snowbaby, Yoo Ji-na, Jo Se-rim e Lee Si-an) para treinar a noite toda.
Na manhã seguinte, as duas integrantes mais novas, Michelle White e Park Sun, são convocadas para conhecer o diretor para ver como estão lidando. Professora especial Sol Bi é introduzida para uma aula em Gestão de Saúde Psicológica. Ela também usou terapia artística para permitir que as alunas se expressassem porque Sol Bi usava a arte como uma saída também.
Na avaliação antes da gravação do MV, aparece que o plano falhou, as quatro são informadas para nunca usarem este método novamente. Na gravação do MV no dia seguinte, elas só têm 3 chances de atuar como um time inteiro de 40 alunas, ou então, as 10 maiores alunas não estarão no MV. Enquanto Lee Si-an e Park Ji-won continuaram se separando no lado direito (na tela) do W, elas conseguiram realizar com grupo inteiro na tomada final. Como Song Ha-young ficou em primeiro nos votos, ela se tornou a presidente da classe durante a semana.

### Episódios 3 e 4
As alunos iniciam o primeiro Exame Diagnóstico de Estreia com uma dança ao vivo e desempenho vocal no Prédio da CJ E&M, onde serão divididas em equipes de 8, e elas irão fazer um cover de uma música de um grupo de garotas cada. As líderes são predeterminadas pelos professores com base em performances até agora e no conteúdo de seu diário, mas as integrantes da equipe são escolhidos pelas preferências das alunas restantes. A melhor resistência no corte da barra determinará a ordem de seleção da música, e a parte Matadora de cada música será determinada pelo teste de filmagem (aberto a 15 alunos).
Elas também tiveram uma aula em que deveriam usar maquiagem que corresponda às músicas que estão se apresentando e devem enviar um vídeo de prática. As alunas no final do episódio 4 serão eliminadas. A outra parte do Teste envolve fazer diferentes tipos de shows de variedades. Isto é para testar sua estabilidade vocal enquanto dançam e a perfeição da dança. O grupo vencedor ganha um Cartão de Classificação Individual +1 que está automaticamente em jogo nos resultados da votação final e também ganha a oportunidade de chamar sua família.
Devido aos cartões de +1, Lee Sae-rom passou para o número 9, Natty desceu para 10, o que significa que Natty não teria estreada se a equipe fosse escolhida. Lee Yeong-yoo foi salva pelo cartão +1, batendo Snowbaby na posição 8 e foi eliminada em vez disso. Antes que as alunas eliminadas fossem escoltadas para fora da sala de aula, o diretor deu o testemunho dele e lhes deu seus bons desejos. No entanto, elas serão transferidas para a classe normal no Careers Club para estudar e serem treinadas e alojadas separadamente das alunas restantes, mas com os mesmos professores, e é opcional, as 8 estudantes eliminadas aceitaram a oferta de transferência.

### Transmissões Especiais Ao Vivo On-line
Devido ao status incerto das 8 alunas eliminadas, depois de anularem a oferta de transferência, o 5º episódio é deslocado de volta por semana, o intervalo de tempo original mostrou destaques dos alunos até agora, incluindo algumas imagens de bastidores. A votação ao vivo foi suspensa e, em vez disso, as estudantes restantes tiveram 14 transmissões ao vivo no campus na página oficial do Facebook do programa. Inicialmente definido por 80 minutos, mas devido a dificuldades técnicas, o show foi adiado. As restrições de tempo também foram levantadas. O grupo final nunca começou a transmitir até a meia-noite, KST. Além disso, o segundo teste de diagnóstico reformatado é reprogramado para ser mantido e gravado em 13 de agosto.

## Produção
O campus da escola é uma aldeia inglesa no Condado de Yangpyeong, Província de Gyeonggi, Coreia do Sul.

## Música Tema
A canção "Cause You're Pretty (예쁘 니까)" que foi cantada pelas 41 participantes, foi lançada digitalmente pela Mnet em 13 de julho, no mesmo dia da estreia do show. As participantes também tocaram a música no M! Countdown.  Ele também serve como um hino da escola e canção final do tema.

## Ranking
As 9 melhores participantes são escolhidas através da votação online combinada com os votos ao vivo. No final do episódio 3, no entanto, a votação na internet é suspensa a cada semana, com os exames a serem realizados a cada semana ocasional, então os votos são adicionados da votação na internet antes do episódio 3 e votação em direta nos episódios 3 e 4. A votação na internet será retomada na semana 5.
| # | Episódio 1     | Episódio 2     | Episódio 4     | Episódio 5     | Episódio 6    |
| - | -------------- | -------------- | -------------- | -------------- | ------------- |
| 1 | Lee Hae-in     | Song Ha-young  | Baek Ji-heon   | Song Ha-young  | Noh Ji-sun    |
| 2 | Natty          | Lee Hae-in     | Lee Hae-in     | Noh Ji-sun     | Baek Ji-heon  |
| 3 | Lee Chae-young | Lee Chae-young | Lee Seo-yeon   | Baek Ji-heon   | Lee Na-kyung  |
| 4 | Seo He-rin     | Park Ji-won    | Song Ha-young  | Lee Na-kyung   | Lee So-yeon   |
| 5 | Park Ji-won    | Natty          | Lee Chae-young | Lee Hae-in     | Lee Sae-rom   |
| 6 | Kim Eun-kyul   | Baek Ji-heon   | Park Ji-won    | Lee Seo-yeon   | Yoo Ji-na     |
| 7 | Song Ha-young  | Jo Yu-ri       | Yoo Ji-na      | Park Ji-won    | Park So-myung |
| 8 | Jo Yu-ri       | Lee Sae-rom    | Lee Na-kyung   | Lee Chae-young | Park Ji-won   |
| 9 | Baek Ji-heon   | Lee Na-kyung   | Lee Sae-rom    | Lee Sae-rom    | Song Ha-young |

## Classificação
Nas avaliações abaixo, a classificação mais alta para o show será em vermelho e a classificação mais baixa para o show será em azul.
| Episódio | Data de Transmissão | tvN               | tvN               | tvN                | Mnet              |
| Episódio | Data de Transmissão | AGB classificação | AGB classificação | TNms classificação | AGB classificação |
| Episódio | Data de Transmissão | Em todo o país    | Área de Seul      | TNms classificação | Em todo o país    |
| -------- | ------------------- | ----------------- | ----------------- | ------------------ | ----------------- |
| 1        | 13 de Julho de 2017 | 1.476%            | 1.930%            | 1.5%               | 0.781%            |
| 2        | 20 de Julho de 2017 | 1.154%            | 1.277%            | 1.1%               | 0.529%            |
| 3        | 27 de Julho de 2017 | 0.869%            | %                 | 1.4%               | 0.504%            |
| 4        | 3 de Agosto de 2017 | 0.8%              | %                 | 1.1%               | %                 |

| Episódio | Data de Transmissão  | Mnet              | Mnet              | Mnet               |
| Episódio | Data de Transmissão  | AGB classificação | AGB classificação | TNms classificação |
| Episódio | Data de Transmissão  | Em todo o país    | Área de Seul      | TNms classificação |
| -------- | -------------------- | ----------------- | ----------------- | ------------------ |
| 5        | 17 de Agosto de 2017 | %                 | %                 | %                  |